# Walter D'Hondt
Pour les articles homonymes, voir Dhondt.
Walter D'Hondt, né le 11 septembre 1936 à Richmond (Londres), est un rameur d'aviron canadien.

## Palmarès

### Jeux olympiques
- Melbourne 1956
  -  Médaille d'or en quatre sans barreur
- Rome 1960
  -  Médaille d'argent en huit[1].